# دبليو دبليو إي سيرفايفر سيريس (لعبة فيديو)
دبليو دبليو إي سيرفايفر سيريس هي لعبة فيديو من تطوير شركة ناتسومي ونشرتها شركة إن إتش كيو وتم إصدارها في أمريكا الشمالية في عام 2004.